# Olympische Sommerspiele 1960/Teilnehmer (Suriname)
| Gelbes Symbol für Goldmedaillen mit stilisierten Olympischen Ringen | Graues Symbol für Silbermedaillen mit stilisierten Olympischen Ringen | Braundes Symbol für Bronzemedaillen mit stilisierten Olympischen Ringen |
| ------------------------------------------------------------------- | --------------------------------------------------------------------- | ----------------------------------------------------------------------- |
| —                                                                   | —                                                                     | —                                                                       |

Suriname nahm bei den Olympischen Sommerspielen 1960 in Rom mit einem Sportler teil.
Es war die erste Teilnahme Surinames an Olympischen Spielen, jedoch verschlief der einzige entsandte Athlet, Siegfried Esajas, seinen Start über 800 m.
Außerdem war der Start der Basketball-Mannschaft des Landes vorgesehen. Sie konnte sich jedoch beim Qualifikationsturnier unmittelbar vor Beginn der Sommerspiele in Bologna nicht durchsetzen.

## Teilnehmer nach Sportarten

### Leichtathletik
- Siegfried Esajas
800 Meter: nicht angetreten